# Богданів дуб (Вільхівецьке лісництво)
Богданів дуб — ботанічна пам'ятка природи місцевого значення в Звенигородському районі Черкаської області.

## Опис
Площа 0,01 га. Як об'єкт природно-заповідного фонду створено рішенням Черкаської обласної ради від 10.09.2021 № 8-31/VIII.
Розташовано в Звенигородському районі, у кв. 16 вид. 2 Вільхівецького лісництва.
Під охороною дерево дуба звичайного (Quercus robur L.). Обхват стовбура 335 см, висота близько 28 м, вік 200-220 років.
Лісова ділянка представлена пристигаючою свіжою грабовою дібровою.
Землекористувач та землевласник — ДП Звенигородське лісове господарство.

## Галерея

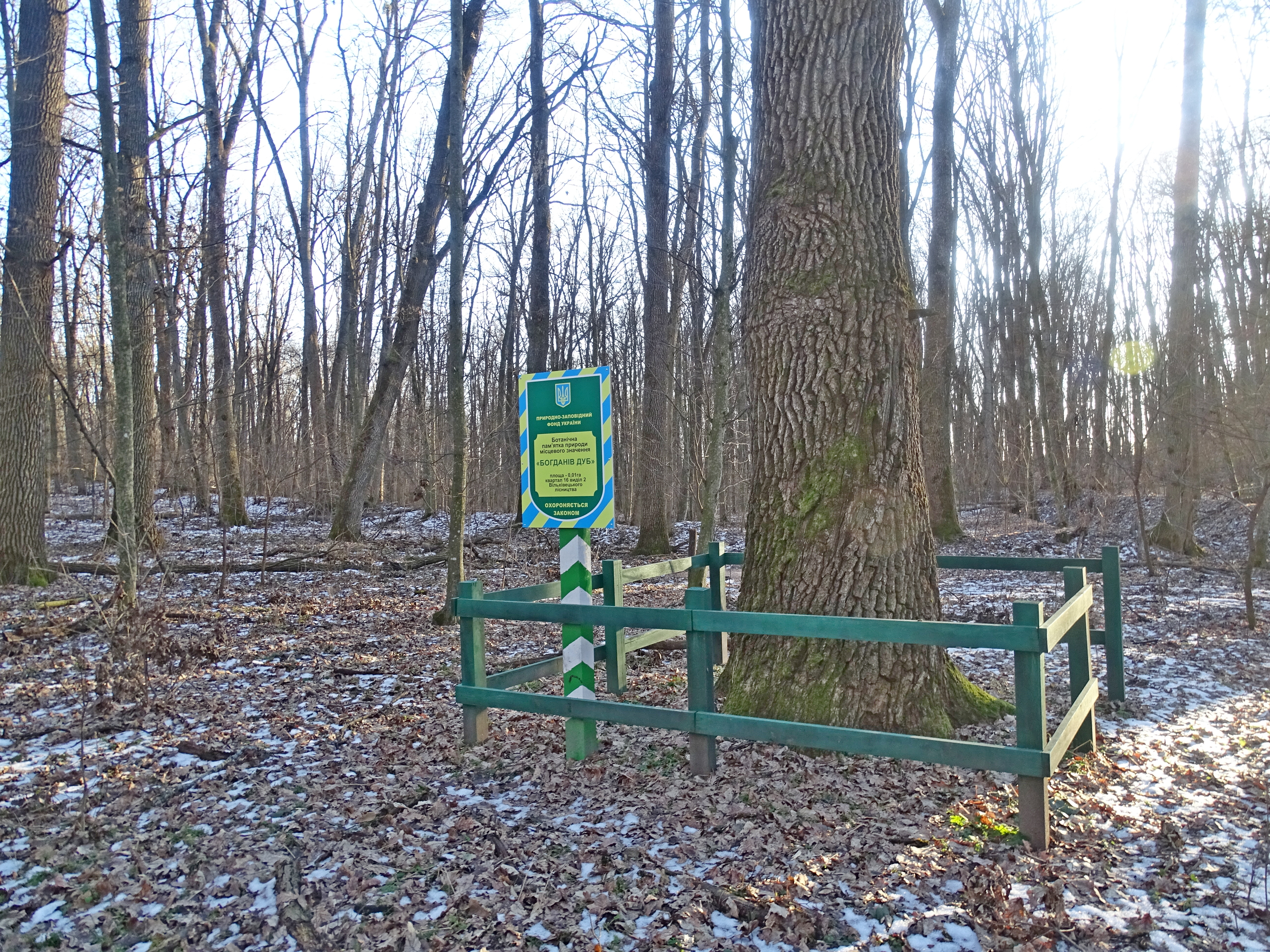
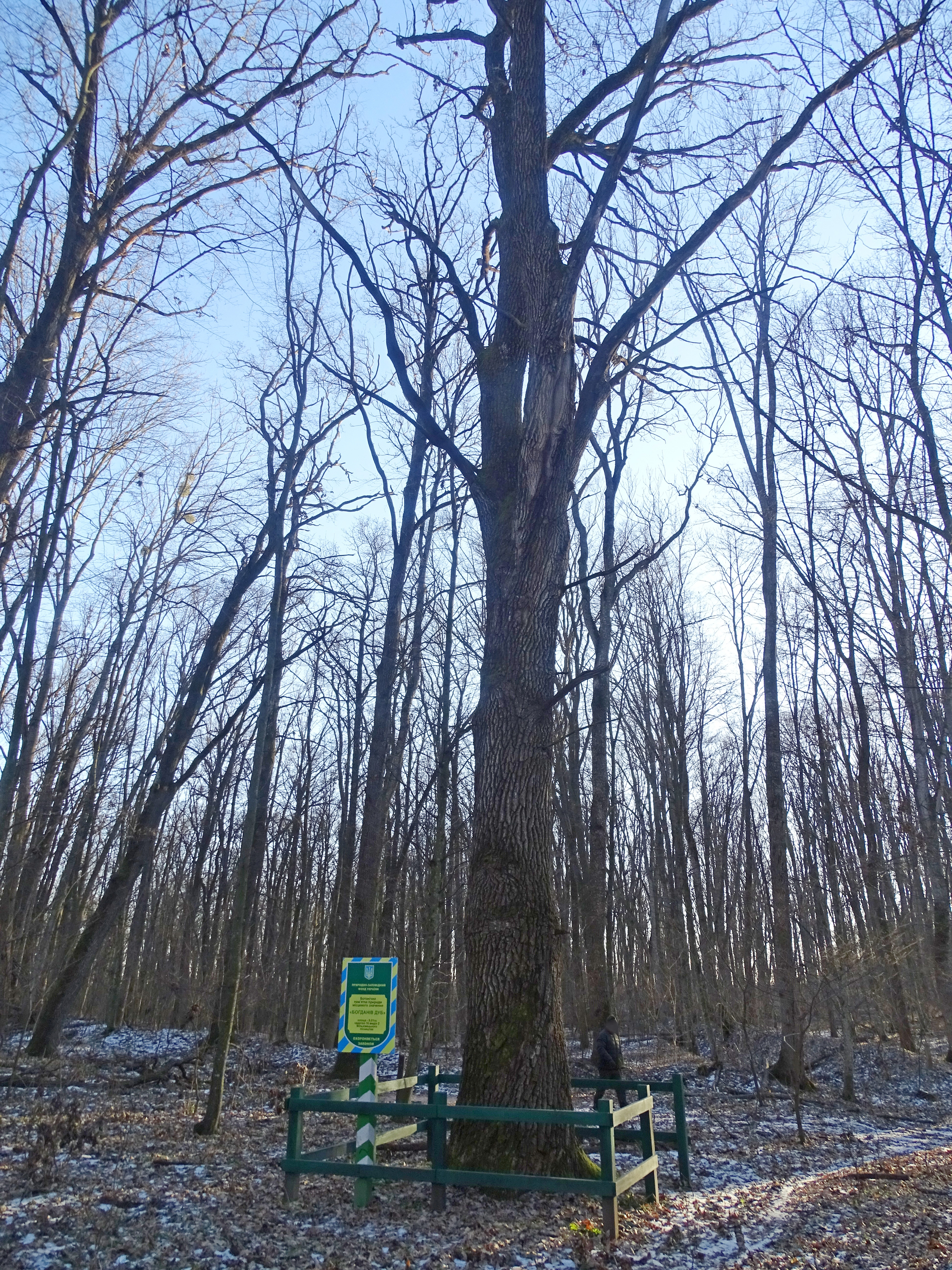